# Gaafaru
Gaafaru is een van de bewoonde eilanden van het Kaafu-atol behorende tot de Maldiven.

## Demografie
Gaafaru telt (stand maart 2007) 549 vrouwen en 599 mannen.